# Lerista
Lerista är ett släkte av ödlor. Lerista ingår i familjen skinkar.

## Dottertaxa tillLerista, i alfabetisk ordning[1]
- Lerista aericeps
- Lerista allanae
- Lerista allochira
- Lerista ameles
- Lerista apoda
- Lerista arenicola
- Lerista axillaris
- Lerista baynesi
- Lerista bipes
- Lerista borealis
- Lerista bougainvillii
- Lerista bunglebungle
- Lerista carpentariae
- Lerista chalybura
- Lerista christinae
- Lerista cinerea
- Lerista colliveri
- Lerista connivens
- Lerista desertorum
- Lerista distinguenda
- Lerista dorsalis
- Lerista edwardsae
- Lerista elegans
- Lerista elongata
- Lerista emmotti
- Lerista eupoda
- Lerista flammicauda
- Lerista fragilis
- Lerista frosti
- Lerista gascoynensis
- Lerista gerrardii
- Lerista greeri
- Lerista griffini
- Lerista haroldi
- Lerista humphriesi
- Lerista ingrami
- Lerista ips
- Lerista kalumburu
- Lerista karlschmidti
- Lerista kendricki
- Lerista kennedyensis
- Lerista labialis
- Lerista lineata
- Lerista lineopunctulata
- Lerista macropisthopus
- Lerista maculosa
- Lerista microtis
- Lerista muelleri
- Lerista neander
- Lerista nichollsi
- Lerista onsloviana
- Lerista orientalis
- Lerista petersoni
- Lerista picturata
- Lerista planiventralis
- Lerista praefrontalis
- Lerista praepedita
- Lerista punctatovittata
- Lerista puncticauda
- Lerista quadrivincula
- Lerista robusta
- Lerista separanda
- Lerista simillima
- Lerista speciosa
- Lerista stictopleura
- Lerista storri
- Lerista stylis
- Lerista taeniata
- Lerista talpina
- Lerista terdigitata
- Lerista tridactyla
- Lerista uniduo
- Lerista walkeri
- Lerista varia
- Lerista vermicularis
- Lerista viduata
- Lerista wilkinsi
- Lerista vittata
- Lerista xanthura
- Lerista yuna
- Lerista zonulata